# Filippo Tagliani
Filippo Tagliani (Gavardo, 14 agosto 1995) è un ciclista su strada italiano che corre per il team Monzon-Incolor-Gub. Medaglia d'argento nella prova in linea dei Giochi del Mediterraneo 2018, è professionista dal 2021.

## Palmarès
- 2017 (Delio Gallina-Colosio-Eurofeed)[1]

Prologo Grand Prix Cycliste de Gemenc (Szekszárd > Szekszárd)
1ª tappa Grand Prix Cycliste de Gemenc (Szekszárd > Szekszárd)
Classifica generale Grand Prix Cycliste de Gemenc
Gran Premio Polverini Arredamenti
- 2018 (Delio Gallina-Colosio-Eurofeed)[2]

2ª tappa Boucle du Haut-Var (Aups)
4ª tappa Boucle du Haut-Var (Moissac)
Grand Prix de Puyloubier
Coppa San Geo
Gran Premio San Giuseppe
Trofeo Gruppo Meccaniche Luciani
Coppa Ciuffenna
- 2019 (Casillo Maserati)[3]

La Bolghera
Trofeo Papà Cervi
Coppa Messapica
Gran Premio Somma
- 2020 (Zalf Euromobil Désirée Fior)[4]

Coppa Giulio Burci

### Altri successi
- 2017 (Delio Gallina Colosio Eurofeed)

Classifica a punti Grand Prix Cycliste de Gemenc
Classifica giovani Grand Prix Cycliste de Gemenc
- 2024 (Vini Monzon-Savini Due-OMZ)

Classifica scalatori Tour of Szeklerland

## Piazzamenti

### Grandi Giri
- Giro d'Italia

2021: 123°
2022: 143º

### Classiche monumento
- Milano-Sanremo

2021: 165º
2022: 152º
- Giro di Lombardia

2021: ritirato